# Tomasz Dul
Tomasz Zbigniew Dul (ur. 1949, zm. 25 lutego 2005 koło Warki) – polski dżokej.
Nazywany "królem Służewca", był jednym z najlepszych dżokejów w historii polskich wyścigów konnych, obok Mieczysława Mełnickiego i Jerzego Jednaszewskiego. Odniósł m.in. pięć zwycięstw w Derby, sześciokrotnie zwyciężał w wyścigu o Nagrodę Prezesa Rady Ministrów, trzy razy w Wielkiej Warszawskiej. W 2000 wygrał 139 wyścigów w sezonie (polski rekord po II wojnie światowej).
Przez część znany od pierwszego imienia - Tomek, a przez część (w tym żonę) od drugiego jako Zbyszek, co powodowało śmieszne sytuacje dla osób które o tym fakcie nie wiedziały, a podczas rozmów o nim używały innych imion.
W styczniu 2005 złożył egzamin trenerski. Miesiąc później zginął w wypadku samochodowym.